# Avessé
Avessé település Franciaországban, Sarthe megyében. Lakosainak száma 335 fő (2022. január 1.). Avessé Saint-Denis-d’Orques, Viré-en-Champagne, Cossé-en-Champagne, Brûlon, Chevillé, Poillé-sur-Vègre és Val-du-Maine községekkel határos.

## Népesség
A település népességének változása:
| Lakosok száma | 372  | 371  | 382  | 375  | 377  | 377  | 363  | 349  | 335  |
|               | 2013 | 2015 | 2016 | 2017 | 2018 | 2019 | 2020 | 2021 | 2022 |